# Vlag van Opeinde

Vlag van Opeinde

De vlag van Opeinde is de dorpsvlag van het Nederlandse dorp Opeinde, in de Friese gemeente Smallingerland. De vlag werd in 2011 geregistreerd.

## Beschrijving
De beschrijving van de vlag is als volgt:
In vieren gedeeld over 1/3 van de vlaglengte van geel, met een witte broektop; over alles heen een kruis met een armdikte van 1/6 vlaghoogte, schuin in vieren gedeeld van blauw en rood, het kruis in de broektop vergezeld van een zwarte turf, met een lengte van 1/5 vlaglengte en een hoogte van 1/6 vlaghoogte, en in de broekhoek van een groene klaver aan een takje.
De kleuren zijn afkomstig van het dorpswapen.

## Symboliek
- Rode balk: verwijst naar de hoofdweg van het dorp, de Kommisjewei.[2]
- Blauwe paal: staat voor de Opeindervaart die door het dorp loopt. De schuine kruising met de rode balk wijst erop dat de weg en het kanaal van gelijke betekenis waren.[2]
- Turf: duidt op het veen dat ten noorden en ten oosten van het dorp aanwezig was.[2]
- Geel veld: symbool voor het dekzand waar het dorp op gelegen is.[2]

Klaverblad: ontleend aan het wapen van de familie Van Burmania die hier actief was in de vervening. Het klaverblad staat ook voor de landbouw.